# Jussuf Abdussalomow
Jussuf Abdussalomow (tadschikisch Юсуф Абдусаломов, englisch Yusup Abdusalomov; * 8. November 1977 in Ansalta bei Botlich, Dagestanische ASSR, Russische SFSR, Sowjetunion) ist ein tadschikischer Ringer russischer (Dagestan) Herkunft. Er gewann bei den Olympischen Spielen 2008 in Peking eine Silbermedaille im freien Stil im Mittelgewicht.

## Werdegang
Jussuf Abdussalomow begann als Jugendlicher 1992 mit dem Ringen. Er ist Mitglied des Sportclubs Gadji Machatschkala. Bei einer Größe von 1,73 Metern begann er im Leichtgewicht (Klasse bis 69 kg Körpergewicht (KG)), wuchs aber im Laufe der Jahre über das Weltergewicht (bis 74 kg KG) in das Mittelgewicht (bis 84 kg KG) hinein. Er ringt nur im freien Stil und wird bzw. wurde von Magomed Dibirow bzw. Marcin Jurecki trainiert. Als Beruf gibt er "Athlet" an, der auch als Trainer arbeitet.
Auf der internationalen Ringermatte erschien er erstmals im Jahre 2000, damals für Aserbaidschan startend. Er nahm in diesem Jahr an einem Qualifikations-Turnier für die Olympischen Spiele in Minsk im Leichtgewicht teil, belegte dort aber nur den 12. Platz und konnte sich nicht für die Olympischen Spiele in Sydney qualifizieren.
Seit 2002 startet Jussuf Abdussalomow für Tadschikistan. Im gleichen Jahr ging er bei den Asien-Spielen in Busan im Weltergewicht an den Start und belegte dort hinter dem Südkoreaner Cho Byung-kwan den 2. Platz. Bei den Asienmeisterschaften 2003 in New Delhi war er noch erfolgreicher, denn er holte sich dort im Weltergewicht den 1. Platz vor Ramazan Zadeh aus dem Iran und dem Inder Sujeet Maan.
Im Jahre 2004 konnte er sich für die Olympischen Spiele in Athen zu qualifizieren. In Athen gelang ihm aber im Weltergewicht nur ein Sieg über den Aserbaidschaner Elnur Aslanov. In der zweiten Runde verlor er gegen den Kanadier nigerianischer Herkunft Daniel Igali und kam auf den 9. Platz.
Wenig erfolgreich war Jussuf Abdussalomow auch bei der Weltmeisterschaft 2005 in Budapest. Hier siegte er im Weltergewicht zwar über den Südkoreaner Cho Yong-pil, unterlag aber in seinem nächsten Kampf gegen Soslan Tigiyev aus Usbekistan und erreichte damit nur den 13. Platz. Er entschloss sich daraufhin künftig eine Gewichtsklasse höher, im Mittelgewicht, zu starten, um dem dauernden kräftezehrenden Abtrainieren zu entgehen. Schon im Jahre 2007, 2006 pausierte er, zeigten sich die Erfolge dieser Maßnahme, denn er wurde bei der Weltmeisterschaft in Baku im Mittelgewicht mit vier Siegen Vize-Weltmeister. Im Endkampf dieser Meisterschaft unterlag er dem Russen Georgi Ketojew.
Zu einem Höhepunkt in seiner Laufbahn wurden dann die Olympischen Spiele 2008 in Peking. Er siegte dort im Mittelgewicht über Sandeep Kumar aus Indien, Taras Danko aus der Ukraine und Serhat Balci aus der Türkei und stand damit im Endkampf dem Georgier Rewas Mindoraschwili gegenüber. Er lieferte diesem einen harten Kampf und unterlag erst nach 3 Runden mit 1:2 verlorenen Runden (3:9 techn. Punkte). Damit war ihm die Silbermedaille sicher.
In den folgenden Jahren gewann er bis 2011 bei internationalen Meisterschaften keine Medaillen mehr. 2012 holte er sich in Gumi/Südkorea bei den asiatischen Meisterschaften im Mittelgewicht hinter Ehsan Naser Lashgari, Iran und Lee Jae-sung, Südkorea aber wieder eine Bronzemedaille. Im Mai 2012 gelang es ihm dann sich beim Turnier in Helsinki für die Olympischen Spiele in London zu qualifizieren. In London verlor er seinen ersten Kampf gegen Hadschimurad Nurmohamedow aus Armenien denkbar knapp (1:2 Runden, 4:4 Punkte). Da Nurmagomedow aber das Finale nicht erreichte, schied er aus und kam nur auf den 15. Platz.

## Internationale Erfolge
| Jahr | Platz  | Wettbewerb                                         | Gewichtsklasse | |
| 2000 | 12.    | Olympia-Qualif.-Turnier in Minsk                   | Leicht         | Sieger: Saur Botajew, Russland vor Sergei Demtschenko, Belarus und Sasa Sasirow, Ukraine |
| 2002 | 2.     | Asienspiele in Busan                               | Welter         | hinter Cho Byung-kwan, Südkorea, vor Mehdi Hajizadeh Joubari, Iran u. Si Riguleng, China |
| 2003 | 1.     | Asienmeisterschaft in New Delhi                    | Welter         | vor Ramazan Zadeh, Iran, Sujeet Maan, Indien u. Gennadi Lalijew, Kasachstan |
| 2004 | 4.     | Olympia-Qualif.-Turnier in Sofia                   | Welter         | hinter Nikolai Paslar, Bulgarien, Gela Sagiraschwili, Georgien u. Salvatore Rinella, Italien |
| 2004 | 9.     | OS in Athen                                        | Welter         | mit einem Sieg über Elnur Aslanov, Aserbaidschan u. einer Niederlage gegen Daniel Igali, Kanada |
| 2005 | 2.     | "Yaşar-Doğu"-Turnier in Ankara                     | Welter         | hinter A. Gulhan, Türkei, vor M. Mohamadi, Iran u. Fahretin Ozata, Türkei |
| 2005 | 13.    | WM in Budapest                                     | Welter         | mit einem Sieg über Cho Yong-pil, Südkorea u. einer Niederlage gegen Soslan Tigiyev, Usbekistan |
| 2007 | 3.     | Großer Preis der Schweiz in Martigny               | Mittel         | hinter Árpád Ritter, Ungarn u. Sjarhej Bortschanka, Belarus, gemeinsam mit Thomas Bucheli, Schweiz |
| 2007 | 7.     | "Yaşar-Doğu"-Turnier in Ankara                     | Mittel         | Sieger: Hamed Tatari, Iran vor Serhat Balci, Türkei u. Naurus Srapilewitsch Temresow, Aserbaidschan |
| 2007 | 2.     | WM in Baku                                         | Mittel         | mit Siegen über Sajurbek Sochijew, Usbekistan, Lee Du-soo, Südkorea, Lazaros Loizidis, Griechenland u. Serhat Balci u. einer Niederlage gegen Georgi Ketojew, Russland                                                            |
| 2007 | 3.     | Asienmeisterschaft in Jeju/Südkorea                | Mittel         | hinter Wang Ying, China u. Tschagnaadordschiin Gandsorig, Mongolei, gemeinsam mit Abdul Ammajew, Usbekistan |
| 2008 | 2.     | "Ali-Alijew"-Turnier in Machatschkala              | Mittel         | hinter Aigum Bagomajew, Russland, vor Serhat Balci, Abdul Ammayev u. Saschid Saschidow, Russland |
| 2008 | 7.     | Golden-Grand-Prix in Baku                          | Mittel         | Sieger: Reza Yazdani, Iran vor Nikolos Gagnidse, Georgien u. Haci Alıcanov, Aserbaidschan |
| 2008 | Silber | OS in Peking                                       | Mittel         | mit Siegen über Sandeep Kumar, Indien, Taras Danko, Ukraine u. Serhat Balci u. einer Niederlage gegen Rewas Mindoraschwili, Georgien                                                                                              |
| 2009 | 5.     | WM in Herning/Dänemark                             | Mittel         | mit einem Sieg über Edgaras Voitechovskis, Litauen, einer Niederlage gegen Sajurbek Sochijew, Usbekistan, Siegen über Adrian Jaoude, Brasilien u. Jose Alberto Diaz, Venezuela u. einer Niederlage gegen Ibragim Aldatow, Ukraine |
| 2011 | 5.     | Asien-Meisterschaft in Taschkent                   | Mittel         | hinter Ehsan Amini, Iran, Kant Berdijew, Kasachstan, Aibek Usupow, Kirgisistan und Sajurbek Sochijew |
| 2011 | 14.    | WM in Istanbul                                     | Mittel         | nach einem Sieg über Egzon Shala, Albanien und einer Niederlage gegen Albert Saritow, Russland |
| 2012 | 1.     | Mongolian-Open in Ulaanbaatar                      | Mittel         | vor Pürweegiin Ösöchbaatar und Orgodolyn Üitümen, beide Mongolei und Seiji Suzuki, Japan |
| 2012 | 3.     | Asien-Meisterschaft in Gumi/Südkorea               | Mittel         | hinter Ehsan Lashgari, Iran und Lee Jae-sang, Südkorea, gemeinsam mit Naoki Momma, Japan |
| 2012 | 5.     | Olympia-Qualifik.-Turnier in Astana                | Mittel         | hinter Ehsan Lashgari, Sjurbek Sochijew, Atsushi Matsumoto, Japan und Semjon Semenow, Kasachstan |
| 2012 | 1.     | Olympia-Qualifik.-Turnier in Helsinki              | Mittel         | vor Orgodolyn Üitümen, Kim Gwak-uk, Südkorea und Maciej Balawender, Polen |
| 2012 | 3.     | Intern.-Olympia-Tournament in Olympia/Griechenland | Mittel         | hinter Achmed Magomedow, Russland und Timofej Xenidis, Griechenland |
| 2012 | 15.    | OS in London                                       | Mittel         | nach einer Niederlage gegen Gadschimurad Nurmagomedow, Armenien |

## Erläuterungen
- alle Wettkämpfe im freien Stil
- OS = Olympische Spiele, WM = Weltmeisterschaft
- Gewichtsklassen: Leicht bis 66 kg, Welter bis 74 kg und Mittel bis 84 kg Körpergewicht